# 王延年 (清朝翰林)
王延年（？—？），字介眉，浙江杭州府錢塘縣人，清朝政治人物。

## 生平
雍正四年（1726年）丙午科浙江鄉試舉人，乾隆元年（1736年）舉博學鴻詞科，任國子監學正，乾隆十七年（1752年）以耆年升國子監司業，賜翰林院侍講銜。頗有文采。